# مايلز أوستين
مايلز أوستين (بالإنجليزية: Miles Austin)‏ هو لاعب كرة قدم أمريكية أمريكي، ولد في 30 يونيو 1984 في سوميت في الولايات المتحدة.

## وصلات خارجية
- مايلز أوستين على موقع مرجع كرة القدم المحترفة.كوم (الإنجليزية)